# Serie A Silver 2025-2026 (pallamano maschile)
La Serie A Silver 2025-2026 sarà la 56ª edizione del torneo di seconda divisione del campionato italiano di pallamano maschile e si svolgerà dal 18 ottobre 2024 al 2 maggio 2025.

## Stagione

### Iscrizioni e ufficialità
Il 3 giugno viene pubblicato il Vademecum ufficiale per la stagione 2025-26.
L'8 luglio a seguito del Consiglio Federale, vengono ufficializzate le compagini che prendono parte al campionato. Si registrano le rinunce di quattro squadre aventi diritto: Derthona, Carpi, Bologna United e Faenza; viene accettata la richiesta di reintegro del Girgenti.
Il 31 luglio vengono pubblicati i calendari degli incontri dei due gironi.

## Formula del torneo
Il campionato si svolge tra in due gironi da 10 squadre che si affrontarono con la formula del girone unico all'italiana con partite di andata e ritorno.
Per ogni incontro i punti assegnati in classifica sono così determinati:
- due punti per la squadra che vinca l'incontro;
- un punto per il pareggio;
- zero punti per la squadra che perda l'incontro.

Al termine della stagione regolare la prima classificata viene promossa in Serie A Gold mentre le ultime due classificate vengono retrocesse in Serie B.

## Girone A

### Squadre partecipanti
| Squadra         | Città                      | Allenatore        | Palasport             | Stagione precedente          |
| --------------- | -------------------------- | ----------------- | --------------------- | ---------------------------- |
| Belluno         | Belluno                    | Filiberto Kokuca  | Spes Arena            | 4º posto in Serie A Silver   |
| Malo            | Malo (VI)                  | Francesco Lodato  | PalaDeledda           | 1º posto in Serie A Bronze/A |
| Modena          | Modena                     | Francesco Sgarbi  | PalaMolza             | 3º posto in Serie A Bronze/B |
| Molteno         | Molteno (LC)               | Danilo Gagliardi  | Pala San Giorgio      | 2º posto in Serie A Silver   |
| Paese           | Paese (TV)                 | Paolo Vendramin   | PalaPadernello        | Vincitore playoff di Serie B |
| Palazzolo       | Palazzolo sull'Oglio (BS)  | Riccardo Riccardi | Palasport polivalente | 4º posto in Serie A Bronze/A |
| San Vito        | San Vito di Leguzzano (VI) | Roberto Stedile   | Pala San Vito         | 5º posto in Serie A Bronze/A |
| Secchia Rubiera | Rubiera (RE)               | Matteo Corradini  | PalaBursi             | 14º posto in Serie A Gold    |
| Verdeazzurro    | Sassari                    | Patrizia Canu     | PalaSantoru           | 10º posto in Serie A Silver  |
| Vigasio         | Vigasio (VR)               | Lucio Ribaudo     | Palasport Via Alzeri  | 2º posto in Serie A Bronze/A |

### Risultati
| Andata     | Andata | 1ª/10ª giornata            | Ritorno | Ritorno     |
|            |        |                            |         |             |
| 18 ottobre | -      | Malo - Paese               | -       | 14 febbraio |
| 18 ottobre | -      | Palazzolo - Molteno        | -       | 14 febbraio |
| 18 ottobre | -      | Vigasio - Modena           | -       | 14 febbraio |
| 18 ottobre | -      | San Vito - Secchia Rubiera | -       | 14 febbraio |
| 18 ottobre | -      | Belluno - Verdeazzurro     | -       | 14 febbraio |

| Andata     | Andata | 2ª/11ª giornata           | Ritorno | Ritorno     |
|            |        |                           |         |             |
| 25 ottobre | -      | Verdeazzurro - San Vito   | -       | 21 febbraio |
| 25 ottobre | -      | Secchia Rubiera - Vigasio | -       | 21 febbraio |
| 25 ottobre | -      | Modena - Palazzolo        | -       | 21 febbraio |
| 25 ottobre | -      | Paese - Belluno           | -       | 21 febbraio |
| 25 ottobre | -      | Molteno - Malo            | -       | 21 febbraio |

| Andata     | Andata | 3ª/12ª giornata             | Ritorno | Ritorno |
|            |        |                             |         |         |
| 8 novembre | -      | Malo - Modena               | -       | 7 marzo |
| 8 novembre | -      | Paese - Molteno             | -       | 7 marzo |
| 8 novembre | -      | Vigasio - Verdeazzurro      | -       | 7 marzo |
| 8 novembre | -      | Palazzolo - Secchia Rubiera | -       | 7 marzo |
| 8 novembre | -      | Belluno - San Vito          | -       | 7 marzo |

| Andata      | Andata | 4ª/13ª giornata          | Ritorno | Ritorno  |
|             |        |                          |         |          |
| 15 novembre | -      | Verdeazzurro - Palazzolo | -       | 14 marzo |
| 15 novembre | -      | Secchia Rubiera - Malo   | -       | 14 marzo |
| 15 novembre | -      | Modena - Paese           | -       | 14 marzo |
| 15 novembre | -      | Molteno - Belluno        | -       | 14 marzo |
| 15 novembre | -      | San Vito - Vigasio       | -       | 14 marzo |

| Andata      | Andata | 5ª/14ª giornata         | Ritorno | Ritorno  |
|             |        |                         |         |          |
| 22 novembre | -      | Paese - Secchia Rubiera | -       | 28 marzo |
| 22 novembre | -      | Palazzolo - San Vito    | -       | 28 marzo |
| 22 novembre | -      | Molteno - Modena        | -       | 28 marzo |
| 22 novembre | -      | Belluno - Vigasio       | -       | 28 marzo |
| 22 novembre | -      | Malo - Verdeazzurro     | -       | 28 marzo |

| Andata      | Andata | 6ª/15ª giornata           | Ritorno | Ritorno   |
|             |        |                           |         |           |
| 29 novembre | -      | Belluno - Modena          | -       | 11 aprile |
| 29 novembre | -      | Secchia Rubiera - Molteno | -       | 11 aprile |
| 29 novembre | -      | Vigasio - Palazzolo       | -       | 11 aprile |
| 29 novembre | -      | Verdeazzurro - Paese      | -       | 11 aprile |
| 29 novembre | -      | San Vito - Malo           | -       | 11 aprile |

| Andata     | Andata | 7ª/16ª giornata          | Ritorno | Ritorno   |
|            |        |                          |         |           |
| 6 dicembre | -      | Paese - San Vito         | -       | 18 aprile |
| 6 dicembre | -      | Palazzolo - Belluno      | -       | 18 aprile |
| 6 dicembre | -      | Malo - Vigasio           | -       | 18 aprile |
| 6 dicembre | -      | Modena - Secchia Rubiera | -       | 18 aprile |
| 6 dicembre | -      | Molteno - Verdeazzurro   | -       | 18 aprile |

| Andata      | Andata | 8ª/17ª giornata           | Ritorno | Ritorno   |
|             |        |                           |         |           |
| 13 dicembre | -      | San Vito - Molteno        | -       | 25 aprile |
| 13 dicembre | -      | Secchia Rubiera - Vigasio | -       | 25 aprile |
| 13 dicembre | -      | Verdeazzurro - Modena     | -       | 25 aprile |
| 13 dicembre | -      | Vigasio - Paese           | -       | 25 aprile |
| 13 dicembre | -      | Palazzolo - Malo          | -       | 25 aprile |

| Andata     | Andata | 9ª/18ª giornata                | Ritorno | Ritorno  |
|            |        |                                |         |          |
| 7 febbraio | -      | Modena - San Vito              | -       | 2 maggio |
| 7 febbraio | -      | Paese - Palazzolo              | -       | 2 maggio |
| 7 febbraio | -      | Malo - Belluno                 | -       | 2 maggio |
| 7 febbraio | -      | Secchia Rubiera - Verdeazzurro | -       | 2 maggio |
| 7 febbraio | -      | Molteno - Vigasio              | -       | 2 maggio |

### Classifica
|  | Pos. | Squadra         | Pt | G | V | N | S | GF | GS | D  |
|  | ---- | --------------- | -- | - | - | - | - | -- | -- | -- |
|  | 1.   | Belluno         | 0  | 0 | 0 | 0 | 0 | 0  | 0  | +0 |
|  | 2.   | Malo            | 0  | 0 | 0 | 0 | 0 | 0  | 0  | +0 |
|  | 3.   | Modena          | 0  | 0 | 0 | 0 | 0 | 0  | 0  | +0 |
|  | 4.   | Molteno         | 0  | 0 | 0 | 0 | 0 | 0  | 0  | +0 |
|  | 5.   | Paese           | 0  | 0 | 0 | 0 | 0 | 0  | 0  | +0 |
|  | 6.   | Palazzolo       | 0  | 0 | 0 | 0 | 0 | 0  | 0  | +0 |
|  | 7.   | San Vito        | 0  | 0 | 0 | 0 | 0 | 0  | 0  | +0 |
|  | 8.   | Secchia Rubiera | 0  | 0 | 0 | 0 | 0 | 0  | 0  | +0 |
|  | 9.   | Verdeazzurro    | 0  | 0 | 0 | 0 | 0 | 0  | 0  | +0 |
|  | 10.  | Vigasio         | 0  | 0 | 0 | 0 | 0 | 0  | 0  | +0 |

Legenda:
      Promossa in Serie A Gold.
      Retrocessa in Serie B.

### Statistiche
Squadra
- Maggior numero di vittorie:
- Maggior numero di pareggi:
- Maggior numero di sconfitte:
- Minor numero di vittorie:
- Minor numero di pareggi:
- Minor numero di sconfitte:
- Miglior attacco:
- Peggior attacco:
- Miglior difesa:
- Peggior difesa:
- Miglior differenza reti:
- Peggior differenza reti:
- Miglior serie positiva:
- Peggior serie negativa:

Partite
- Più gol:
- Meno gol:
- Maggior scarto di gol:
- Maggior numero di reti in una giornata:

Classifica marcatori
| Gol |  |  | Giocatore | Squadra |
| --- |  |  | --------- | ------- |

## Girone B

### Squadre partecipanti
| Squadra       | Città              | Allenatore        | Palasport               | Stagione precedente          |
| ------------- | ------------------ | ----------------- | ----------------------- | ---------------------------- |
| Camerano      | Camerano (AN)      | Vincenzo Laera    | PalaPrincipi            | 13º posto in Serie A Gold    |
| Chieti        | Chieti             | Alessio Savini    | Pala Santa Filomena     | 2º posto in Serie A Bronze/B |
| CUS Palermo   | Palermo            | Giovanni Tornambè | PalaCUS                 | Vincitore playoff di Serie B |
| Girgenti      | Agrigento          | Calogero Gelo     | PalaForum Sport Village | 2º posto in Serie B Area 9   |
| Haenna        | Enna               | Mario Gulino      | Pala Enna Bassa         | 9º posto in Serie A Silver   |
| Monteprandone | Monteprandone (AP) | Andrea Vultaggio  | Palasport Colle Gioioso | 1º posto in Serie A Bronze/B |
| Romagna       | Imola (BO)         | Gennaro Di Matteo | PalaCavina              | 7º posto in Serie A Silver   |
| Sannio        | Benevento          | Nicolas Sintas    | PalaFerrara             | Vincitore playoff di Serie B |
| Serra Fasano  | Fasano (BR)        | Francesco Trapani | PalaZizzi               | 4º posto in Serie A Bronze/B |
| Teramo        | Teramo             | Pierandrea Izzi   | Pala San Nicolò         | 5º posto in Serie A Bronze/A |

### Risultati
| Andata     | Andata | 1ª/10ª giornata         | Ritorno | Ritorno     |
|            |        |                         |         |             |
| 18 ottobre | -      | Romagna - Monteprandone | -       | 14 febbraio |
| 18 ottobre | -      | Sannio - CUS Palermo    | -       | 14 febbraio |
| 18 ottobre | -      | Girgenti - Haenna       | -       | 14 febbraio |
| 18 ottobre | -      | Camerano - Serra        | -       | 14 febbraio |
| 18 ottobre | -      | Chieti - Teramo         | -       | 14 febbraio |

| Andata     | Andata | 2ª/11ª giornata        | Ritorno | Ritorno     |
|            |        |                        |         |             |
| 25 ottobre | -      | CUS Palermo - Romagna  | -       | 21 febbraio |
| 25 ottobre | -      | Monteprandone - Chieti | -       | 21 febbraio |
| 25 ottobre | -      | Haenna - Sannio        | -       | 21 febbraio |
| 25 ottobre | -      | Serra - Girgenti       | -       | 21 febbraio |
| 25 ottobre | -      | Teramo - Camerano      | -       | 21 febbraio |

| Andata     | Andata | 3ª/12ª giornata             | Ritorno | Ritorno |
|            |        |                             |         |         |
| 8 novembre | -      | Sannio - Serra              | -       | 7 marzo |
| 8 novembre | -      | Monteprandone - CUS Palermo | -       | 7 marzo |
| 8 novembre | -      | Romagna - Haenna            | -       | 7 marzo |
| 8 novembre | -      | Girgenti - Teramo           | -       | 7 marzo |
| 8 novembre | -      | Chieti - Camerano           | -       | 7 marzo |

| Andata      | Andata | 4ª/13ª giornata        | Ritorno | Ritorno  |
|             |        |                        |         |          |
| 15 novembre | -      | Camerano - Girgenti    | -       | 14 marzo |
| 15 novembre | -      | CUS Palermo - Chieti   | -       | 14 marzo |
| 15 novembre | -      | Haenna - Monteprandone | -       | 14 marzo |
| 15 novembre | -      | Serra - Romagna        | -       | 14 marzo |
| 15 novembre | -      | Teramo - Sannio        | -       | 14 marzo |

| Andata      | Andata | 5ª/14ª giornata       | Ritorno | Ritorno  |
|             |        |                       |         |          |
| 22 novembre | -      | Romagna - Teramo      | -       | 28 marzo |
| 22 novembre | -      | Sannio - Camerano     | -       | 28 marzo |
| 22 novembre | -      | CUS Palermo - Haenna  | -       | 28 marzo |
| 22 novembre | -      | Chieti - Girgenti     | -       | 28 marzo |
| 22 novembre | -      | Monteprandone - Serra | -       | 28 marzo |

| Andata      | Andata | 6ª/15ª giornata        | Ritorno | Ritorno   |
|             |        |                        |         |           |
| 29 novembre | -      | Camerano - Romagna     | -       | 11 aprile |
| 29 novembre | -      | Chieti - Haenna        | -       | 11 aprile |
| 29 novembre | -      | Girgenti - Sannio      | -       | 11 aprile |
| 29 novembre | -      | Serra - CUS Palermo    | -       | 11 aprile |
| 29 novembre | -      | Teramo - Monteprandone | -       | 11 aprile |

| Andata     | Andata | 7ª/16ª giornata          | Ritorno | Ritorno   |
|            |        |                          |         |           |
| 6 dicembre | -      | Romagna - Girgenti       | -       | 18 aprile |
| 6 dicembre | -      | Sannio - Chieti          | -       | 18 aprile |
| 6 dicembre | -      | Haenna - Serra           | -       | 18 aprile |
| 6 dicembre | -      | Monteprandone - Camerano | -       | 18 aprile |
| 6 dicembre | -      | CUS Palermo - Teramo     | -       | 18 aprile |

| Andata      | Andata | 8ª/17ª giornata          | Ritorno | Ritorno   |
|             |        |                          |         |           |
| 13 dicembre | -      | Sannio - Romagna         | -       | 25 aprile |
| 13 dicembre | -      | Girgenti - Monteprandone | -       | 25 aprile |
| 13 dicembre | -      | Teramo - Haenna          | -       | 25 aprile |
| 13 dicembre | -      | Chieti - Serra           | -       | 25 aprile |
| 13 dicembre | -      | Camerano - CUS Palermo   | -       | 25 aprile |

| Andata     | Andata | 9ª/18ª giornata        | Ritorno | Ritorno  |
|            |        |                        |         |          |
| 7 febbraio | -      | Romagna - Chieti       | -       | 2 maggio |
| 7 febbraio | -      | Serra - Teramo         | -       | 2 maggio |
| 7 febbraio | -      | Haenna - Camerano      | -       | 2 maggio |
| 7 febbraio | -      | Monteprandone - Sannio | -       | 2 maggio |
| 7 febbraio | -      | CUS Palermo - Girgenti | -       | 2 maggio |

### Classifica
|  | Pos. | Squadra       | Pt | G | V | N | S | GF | GS | D  |
|  | ---- | ------------- | -- | - | - | - | - | -- | -- | -- |
|  | 1.   | Camerano      | 0  | 0 | 0 | 0 | 0 | 0  | 0  | +0 |
|  | 2.   | Chieti        | 0  | 0 | 0 | 0 | 0 | 0  | 0  | +0 |
|  | 3.   | CUS Palermo   | 0  | 0 | 0 | 0 | 0 | 0  | 0  | +0 |
|  | 4.   | Girgenti      | 0  | 0 | 0 | 0 | 0 | 0  | 0  | +0 |
|  | 5.   | Haenna        | 0  | 0 | 0 | 0 | 0 | 0  | 0  | +0 |
|  | 6.   | Monteprandone | 0  | 0 | 0 | 0 | 0 | 0  | 0  | +0 |
|  | 7.   | Romagna       | 0  | 0 | 0 | 0 | 0 | 0  | 0  | +0 |
|  | 8.   | Sannio        | 0  | 0 | 0 | 0 | 0 | 0  | 0  | +0 |
|  | 9.   | Serra Fasano  | 0  | 0 | 0 | 0 | 0 | 0  | 0  | +0 |
|  | 10.  | Teramo        | 0  | 0 | 0 | 0 | 0 | 0  | 0  | +0 |

Legenda:
      Promossa in Serie A Gold.
      Retrocessa in Serie B.

### Statistiche
Squadra
- Maggior numero di vittorie:
- Maggior numero di pareggi:
- Maggior numero di sconfitte:
- Minor numero di vittorie:
- Minor numero di pareggi:
- Minor numero di sconfitte:
- Miglior attacco:
- Peggior attacco:
- Miglior difesa:
- Peggior difesa:
- Miglior differenza reti:
- Peggior differenza reti:
- Miglior serie positiva:
- Peggior serie negativa:

Partite
- Più gol:
- Meno gol:
- Maggior scarto di gol:
- Maggior numero di reti in una giornata:

Classifica marcatori
| Gol |  |  | Giocatore | Squadra |
| --- |  |  | --------- | ------- |